# 謝弗氏巴拉圭鯰
謝弗氏巴拉圭鯰，為輻鰭魚綱鯰形目甲鯰科的其中一種，為熱帶淡水魚，分布於南美洲亞馬遜河上游流域，棲息在底層水域，生活習性不明。依據觀賞魚市場對異型的編號，本種為L203白劍尾皇冠豹。

## 扩展阅读
維基物種上的相關：謝弗氏巴拉圭鯰